# 南桜井駅 (埼玉県)

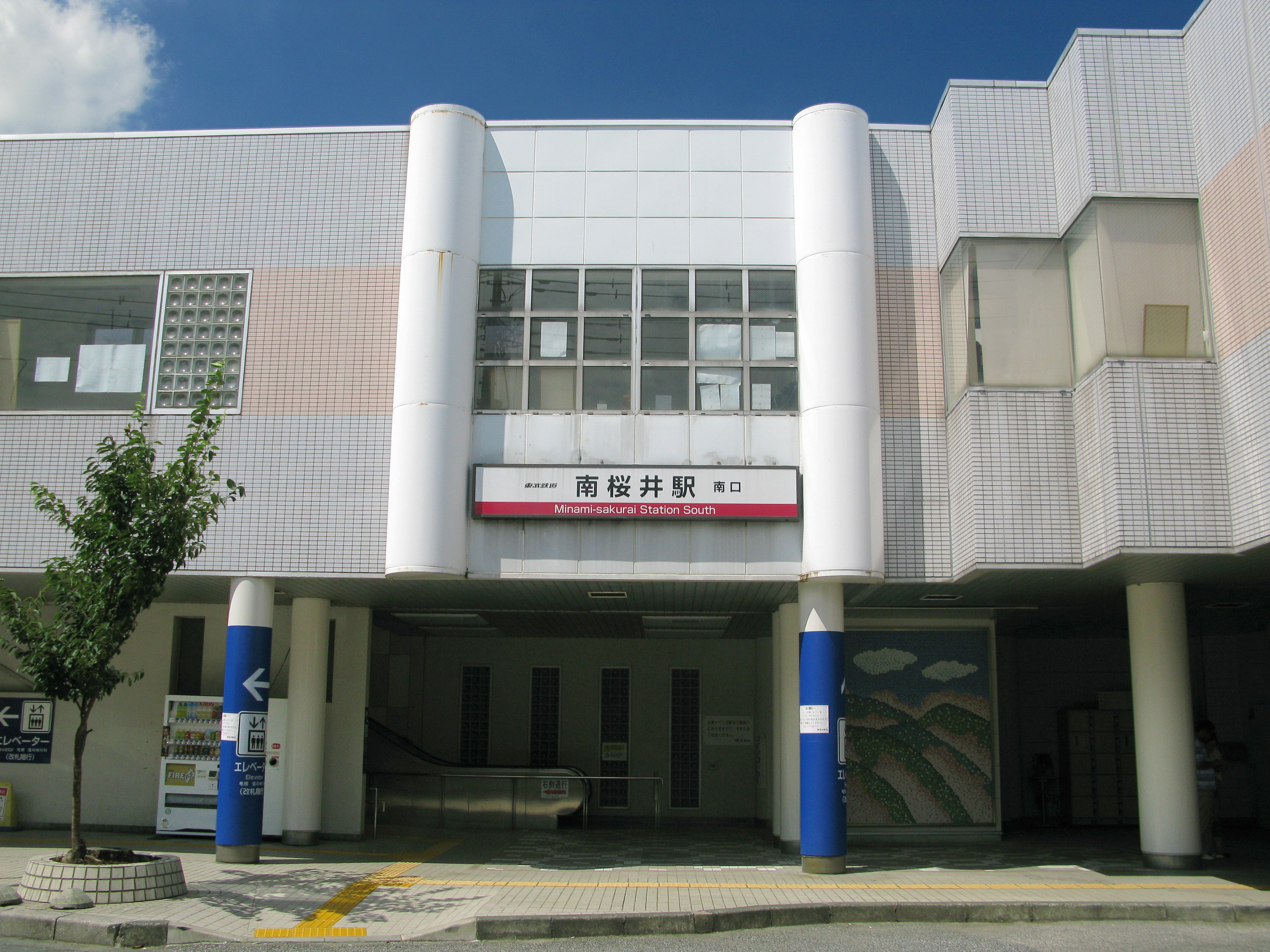
南口（2012年8月）

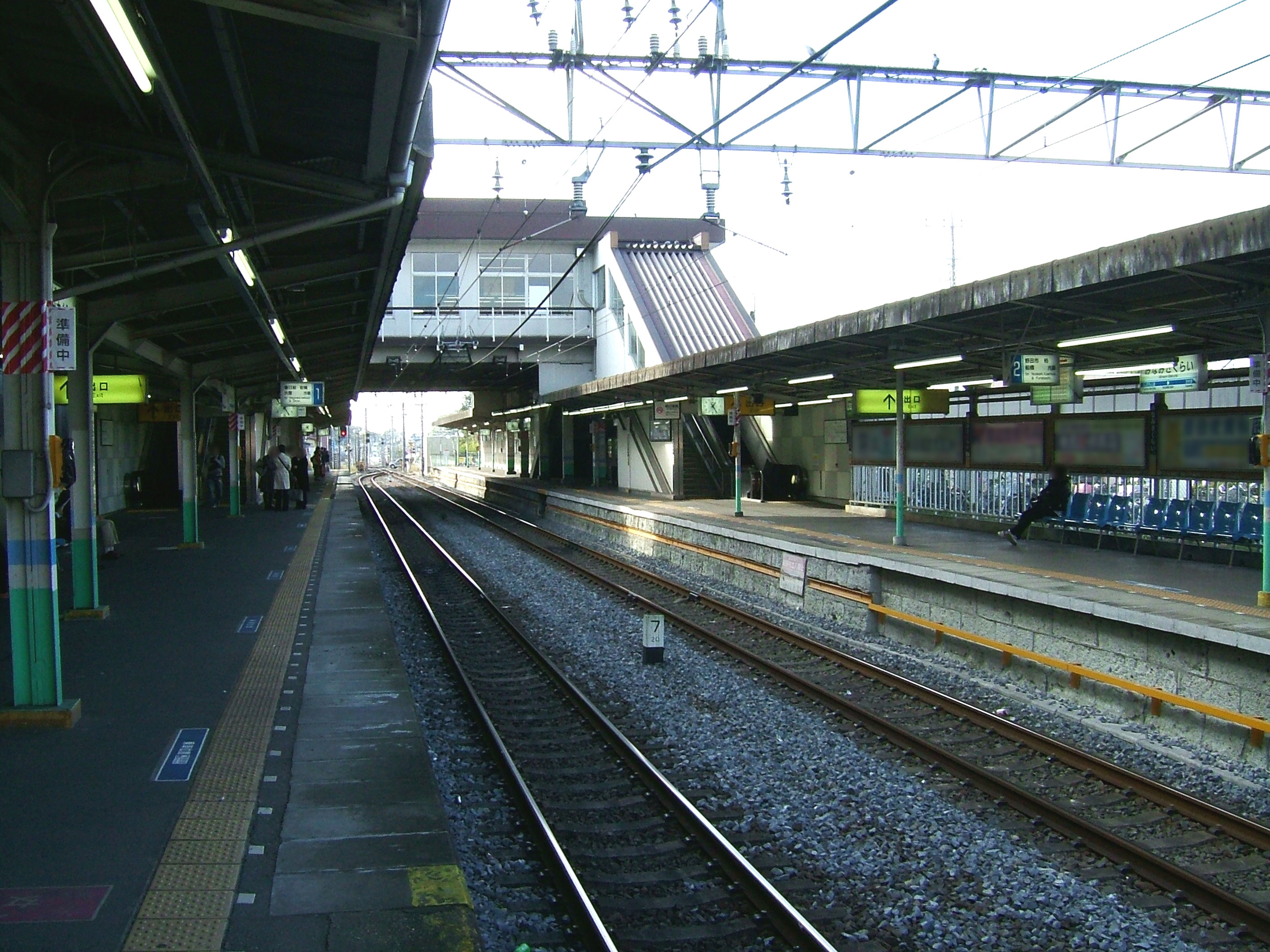
ホーム（2008年11月）

南桜井駅（みなみさくらいえき）は、埼玉県春日部市米島にある、東武鉄道野田線（東武アーバンパークライン）の駅である。駅番号はTD 12。
埼玉県内の東武野田線の駅では最東端にある駅である。

## 歴史
- 1930年（昭和5年）12月9日：総武鉄道野田線の永沼臨時停留所として開設[1]。
- 1931年（昭和6年）7月3日：常設化[1]。
- 1932年（昭和7年）8月1日：柏寄りへ約400 m移転。同時に南桜井駅へ改称[2][3]。
- 1943年（昭和18年）11月6日：当駅より柏寄り800 mの場所に米島駅開設（貨物駅・現在の当駅の位置）[1]。
- 1944年（昭和19年）3月1日：陸上交通事業調整法に基づき、東武鉄道が総武鉄道を吸収合併したことに伴い、同社の野田線の駅となる。
- 1945年（昭和20年）9月30日 - 営業休止。
- 1956年（昭和31年）12月23日：当駅と米島駅を統合、当駅を米島駅の位置へ移転[4]。
- 1983年（昭和58年）2月17日：橋上駅舎化に伴い、旧駅舎（木造1階建て）閉鎖。18日より新駅舎（橋上駅舎）使用開始。
- 2009年（平成21年）
  - 3月23日：発車メロディ導入。
  - 12月1日：駅業務を東武ステーションサービスへ委託。

## 駅構造
相対式ホーム2面2線を有する列車交換可能な地上駅。橋上駅舎を備える。駅業務は東武ステーションサービスへ委託している。改札階とホーム・北口・南口間をそれぞれ連絡するエレベーター・エスカレーターが設置されている。通常のトイレが1番線ホーム中央に、多目的トイレが改札階にそれぞれ設置されている。
2007年（平成19年）3月10日ダイヤ改正で実施された昼間時間帯10分間隔運転のため、当駅場内を川間駅方へ約0.8 km延長した。閉塞信号機も（第1 - 3）出発・場内信号機である。昼間時間帯は常時この場内で列車がすれ違うダイヤとなっている。梅郷駅でも同方式で列車交換が行われている。

### のりば
| 番線 | 路線                     | 方向 | 行先     |
| ---- | ------------------------ | ---- | -------- |
| 1    | 東武アーバンパークライン | 上り | 大宮方面 |
| 2    | 東武アーバンパークライン | 下り | 柏方面   |

## 利用状況
2024年度（令和6年度）の1日平均乗降人員は13,448人である。
近年の1日平均乗降人員の推移は以下の通り｡
| 年度               | 1日平均 乗降人員 | 出典       |
| ------------------ | ---------------- | ---------- |
| 1997年（平成09年） | 19,662           |            |
| 1998年（平成10年） | 19,019           |            |
| 1999年（平成11年） | 18,687           |            |
| 2000年（平成12年） | 18,436           |            |
| 2001年（平成13年） | 17,694           |            |
| 2002年（平成14年） | 16,892           |            |
| 2003年（平成15年） | 16,499           |            |
| 2004年（平成16年） | 15,981           |            |
| 2005年（平成17年） | 15,810           |            |
| 2006年（平成18年） | 15,951           |            |
| 2007年（平成19年） | 16,055           |            |
| 2008年（平成20年） | 16,012           |            |
| 2009年（平成21年） | 15,457           |            |
| 2010年（平成22年） | 15,347           |            |
| 2011年（平成23年） | 15,143           |            |
| 2012年（平成24年） | 15,289           |            |
| 2013年（平成25年） | 15,271           |            |
| 2014年（平成26年） | 14,793           |            |
| 2015年（平成27年） | 14,937           |            |
| 2016年（平成28年） | 14,798           |            |
| 2017年（平成29年） | 14,881           |            |
| 2018年（平成30年） | 14,692           |            |
| 2019年（令和元年） | 14,515           |            |
| 2020年（令和02年） | 11,018           | [ 東武 3 ] |
| 2021年（令和03年） | 11,839           | [ 東武 4 ] |
| 2022年（令和04年） | 12,744           | [ 東武 5 ] |
| 2023年（令和05年） | 13,233           | [ 東武 6 ] |
| 2024年（令和06年） | 13,448           | [ 東武 1 ] |

## 駅周辺
旧・庄和町中心部となっている。なお、当駅は庄和町内にある駅であった。
- 春日部市庄和総合支所（旧・庄和町役場）
- 春日部市庄和総合公園
  - 春日部市庄和体育館
- 庄和消防署
- 春日部市庄和市民センター正風館
  - 春日部市庄和地区公民館
  - 春日部市庄和コミュニティセンター
  - 春日部市庄和勤労福祉センター
- 庄和社会福祉センター
- 首都圏外郭放水路
  - 庄和排水機場
  - 地底探検ミュージアム 龍Q館
- 春日部市立桜川小学校
- 春日部市立葛飾中学校
- 埼玉県立庄和高等学校
- 庄和郵便局
- 庄和米島郵便局
- 庄和西金野井郵便局
- 武蔵野銀行庄和支店
- 埼玉りそな銀行庄和支店
- ショッピングプラザフレンド
- ファッションセンターしまむら南桜井店
- 南桜井ショッピングプラザ
  - ヤオコー南桜井店
  - MrMax南桜井店
  - スギドラッグヤオコー南桜井店

## 路線バス
春日部市コミュニティバス「春バス」（朝日自動車が運行受託）が運行される。2024年（令和6年）1月ルート改正で、南口への乗入は消滅した。
他に平成エンタープライズが運行する南桜井駅北口 - イオンモール春日部 - 春日部駅東口を結ぶ路線バスがあったが、2020年（令和2年）12月31日限りで廃止された。
南桜井駅北口
| 系統                  | 行先       | 運行事業者               | 備考        |
| --------------------- | ---------- | ------------------------ | ----------- |
| 春バス 庄和地区ルート | 道の駅庄和 | 朝日自動車（杉戸営業所） | 月 - 土運行 |

## 隣の駅
東武鉄道
 東武アーバンパークライン
■急行・■区間急行・■普通
藤の牛島駅 (TD 11) - 南桜井駅 (TD 12) - 川間駅 (TD 13)
かつて当駅 - 川間駅間には武州川辺駅があったが、1950年（昭和25年）7月4日に廃止された。

### 利用状況
東武鉄道の1日平均利用客数
1. 1 2 3  『駅別乗降人員 2024年度』（PDF）（レポート）東武鉄道、10頁。オリジナルの2025年5月19日時点におけるアーカイブ。2025年5月29日閲覧。
2. ↑  “駅情報（乗降人員）”.   東武鉄道. 2024年9月30日閲覧。
3. ↑  「駅一覧」『東武会社要覧2021』（pdf）（レポート）東武鉄道、69頁。オリジナルの2022年4月19日時点におけるアーカイブ。
4. ↑  『駅別乗降人員 2021年度』（PDF）（レポート）東武鉄道、2024年、10頁。オリジナルの2024年5月18日時点におけるアーカイブ。
5. ↑  『駅別乗降人員 2022年度』（PDF）（レポート）東武鉄道、2024年、10頁。オリジナルの2024年9月8日時点におけるアーカイブ。
6. ↑  『駅別乗降人員 2023年度』（PDF）（レポート）東武鉄道、2024年、10頁。オリジナルの2024年9月8日時点におけるアーカイブ。